# 10 Pułk Samochodowy

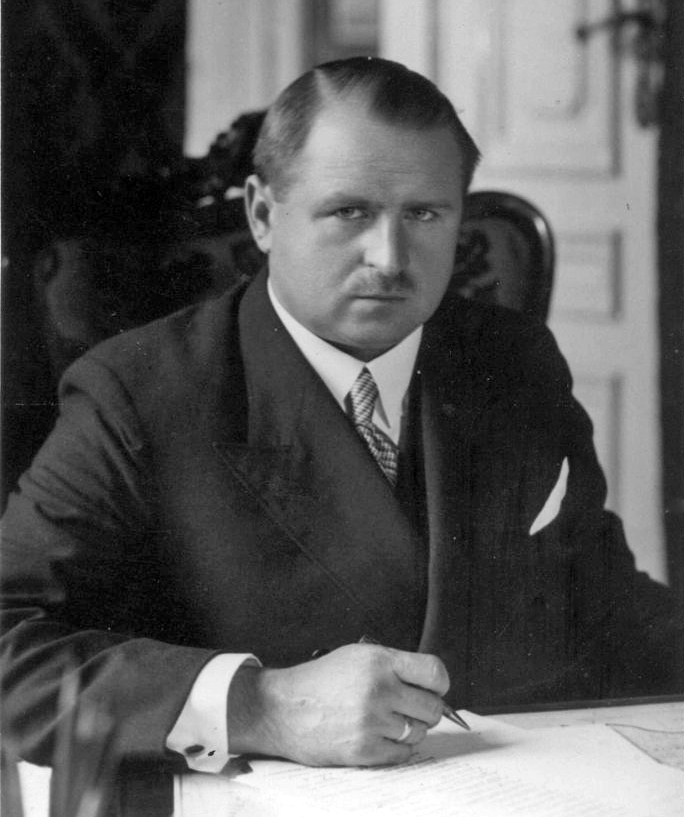
Stefan Starzyński, patron pułku

10 Warszawski Pułk Samochodowy im. mjr. Stefana Starzyńskiego (10 psam, 10 wpsam) – jednostka Wojska Polskiego stacjonująca w garnizonie stołecznym będąca w strukturach Dowództwa Garnizonu Warszawa.
Jednostka JW 2420 stacjonuje w Warszawie na Mokotowie przy ul. 29 Listopada 1.

## Tradycje i rodowód
Pułk kontynuuje tradycje 1 Dywizjonu Samochodowego, jednostki która powstała w 1919 w okresie walki o granice odrodzonego po zaborach państwa polskiego. Święto Pułku obchodzone jest 13 marca w rocznicę sformowania 1 Dywizjonu Samochodowego.
Natomiast bezpośrednim poprzednikiem jednostki jest Samodzielna Kompania Samochodowa, która powstała w lipcu 1944 w rejonie Lublina przy Sztabie Głównym Naczelnego Dowódcy WP. We wrześniu 1944 kompania została przeformowana w 10 Samodzielny Batalion Samochodowy.  W lipcu 1953 nastąpiła reorganizacja jednostki. Na bazie 10 sbsam został utworzony 10 Pułk Samochodowy. W 1996 roku 10 Pułk Samochodowy otrzymał wyróżniającą nazwę „Warszawski” oraz przyjął imię majora Stefana Starzyńskiego.
Decyzją nr 128/MON Ministra Obrony Narodowej z dnia 20 września 2018 wprowadzono odznakę pamiątkową, oznakę rozpoznawczą oraz proporczyk na beret żołnierzy 10 Warszawskiego Pułku Samochodowego.

Insygnia
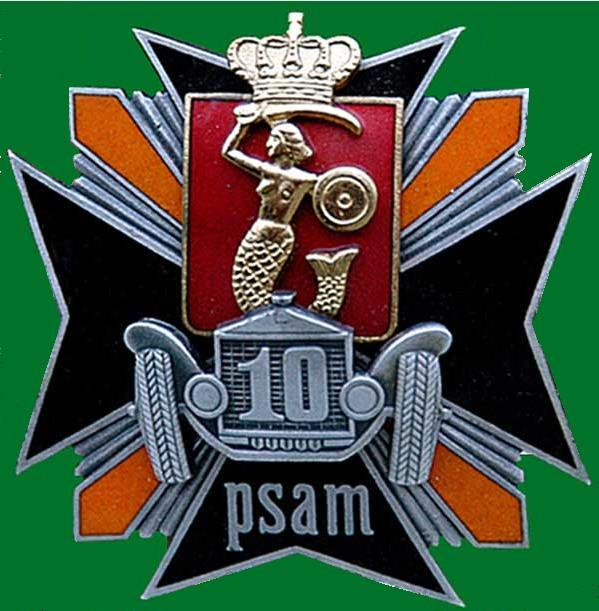
Odznaka pamiątkowa (wersja sprzed 2018)
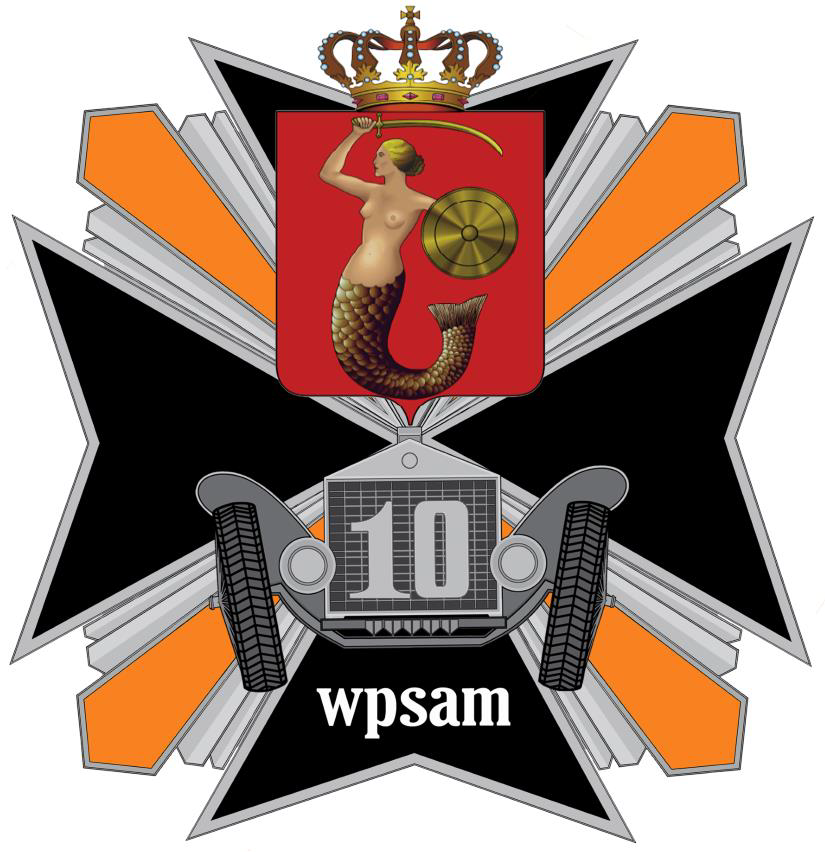
Odznaka pamiątkowa (wzór 2018)
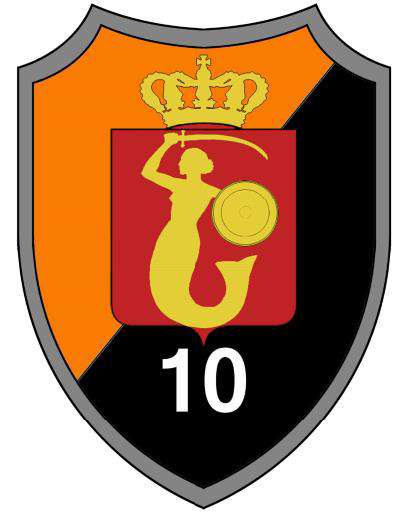
Oznaka rozpoznawcza na mundur wyjściowy (2018)
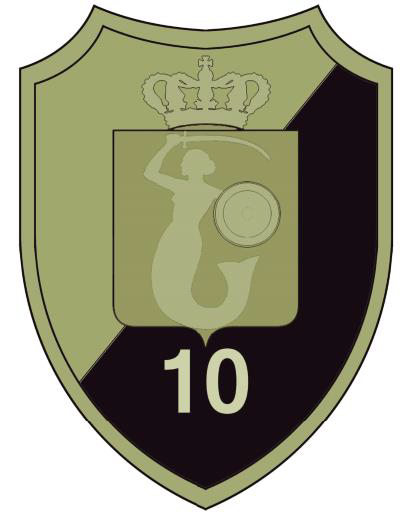
Oznaka rozpoznawcza na mundur polowy (2018)
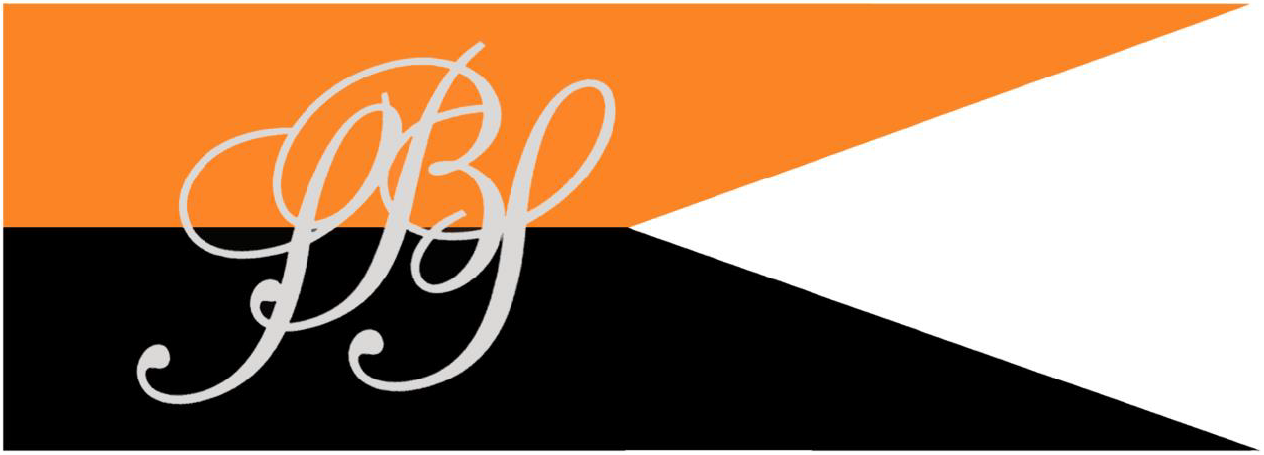
Proporczyk na beret (2018)

## Struktura i zadania
10 Warszawski Pułk Samochodowy jest jednostką logistyczną, przeznaczoną do realizacji zadań transportowych na rzecz instytucji centralnych MON, Sztabu Generalnego Wojska Polskiego, Dowództwa Generalnego Rodzajów Sił Zbrojnych i Dowództwa Garnizonu Warszawa. Dowództwo, sztab i pododdziały jednostki stacjonują w Warszawie i rozlokowane są w kompleksie koszarowym przy ul. 29 Listopada. W strukturze pułku znajdują się bataliony transportowe, pododdziały diagnostyczno-remontowe oraz specjalistyczne. 

## Dowódcy pułku
- 1953 - 1955 – płk inż. Leonard Kacperski
- 1955 - 1959 – ppłk Stanisław Ledwos
- 1959 - 1969 – płk Mieczysław Nowosad
- 1969 - 1972 – płk Jan Radom
- 1972 - 1974 – płk mgr inż. Walerian Stebnicki
- 1974 - 1978 – płk mgr Emil Dubiel
- 1978 - 1984 – płk mgr Karol Orzechowski
- 1984 - 1989 – płk mgr inż. Bogusław Wypych
- 1989 - 1997 – płk mgr inż. Andrzej Opioła
- 1997 - 1998 – ppłk mgr inż. Wojciech Teliczan
- 1998 - 2001 – płk Jan Ciećka
- 2001 - 2004 – płk dr Wiesław Grudziński
- 2004 - 2007 – płk dypl. Krzysztof Kseń
- 2007 - 2012 – płk dypl. Piotr Chudzik[4]
- 23.01.2012 - 16.02.2012 – p.o. dowódcy ppłk mgr inż. Dariusz Chodyna
- 16.02.2012 - 1.09.2016 – płk dypl. Tomasz Dominikowski
- od 1.09.2016 - obecnie – płk dypl. Robert Kowalski

Poczet Dowódców 10. Warszawskiego Pułku Samochodowego

## Informacje dodatkowe
- Pułk stacjonuje w koszarach huzarskich, które przed II wojną światową zajmował m.in. 1 Dywizjon Artylerii Konnej.
- Od 1989 pułk trzykrotnie był wyróżniany znakiem Honorowym Sił Zbrojnych Rzeczypospolitej Polskiej (w 1994 r., 1995 r. oraz 2002 r.).